# Atrazina
Atrazina, 2-cloro-4-(etilamino)-6-(isopropilamino)-s-triazina, és un compost orgànic consistent en un anell de s-triazina i es fa servir com herbicida. El seu ús és controvertit pel seu efecte en espècies als quals no va dirigit com amfibis i per la contaminació de les aigües. Malgrat que va quedar exclòs del procés de re-registre de la Unió Europea, es fa servir molt en herbicides a tot el món. Com la majoria d'herbicides es presenta sota diversos noms comercials.

## Usos
L'atrazina es fa servir males herbes de fulla ampla i gramínies en la seva pre i post emergència. És un herbicida de cost econòmic i es fa servir en conreus de poc marge econòmic com sovint passa en el panís. És l'herbicida més usat en sistema de conservació del sòl.

## Química
L'atrazina es prepara des de clorur de cianur, traqctat successivament amb etilamina i amina disopropil. En la planta afecta el fotosistema II que els animals no tenen.

### Biodegradació
L'atrazina es degrada al sòl principalment per acció microbiana i al sòl té una vida mitjana de 13 a 261 dies.

## Efectes sobre la salut i el medi ambient
La dosi oral mitjana letal o LD50 per l'atrazina és 3.090 mg/kg en rates, 1750 mg/kg en ratolins, 750 mg/kg en conills, i 1000 mg/kg en hàmsters. La LD50 dermal en conills és 7.500 mg/kg.
L'atrazina va ser prohibida a la Unió Europea el 2004 per la seva persistent contaminació de les aigües subterrànies. En canvi, als Estats Units es fa servir àmpliament. Probablement és l'herbicida més usat del món, en uns 80 països. Es creu que pot tenir efectes disruptors endocrins, carcinògens i provocar baixos nivells d'esperma en homes, alguns experts propugnen que també es prohibeixi als Estats Units.

### Efecte en amfibis
Es sospita que l'atrazina és teratògena i desmasculinitza la granota lleopard del nord, i que és un disruptor dels estrogens.